# Susan E. Evans
Susan Elizabeth Evans is een Britse paleontoloog en herpetoloog. Ze is de auteur of co-auteur van meer dan 100 peer-reviewed artikelen en boekhoofdstukken.
Ze behaalde een Bachelor of Science in zoölogie aan het Bedford College in 1974 en in 1977 een doctoraat in de paleontologie van gewervelde dieren aan het University College London. In 1980 was ze assistent-professor in de biologie aan het University College of Bahrain en ging ze verder als docent anatomie aan de Middlesex Hospital Medical School. Ze was ook hoofddocent bij de afdeling Anatomie en Ontwikkelingsbiologie aan het University College in Londen. In 2003 werd ze hoogleraar Vertebrate Morfologie en Paleontologie aan het University College London.

## Onderzoek
Haar onderzoek richt zich op de evolutie van belangrijke morfologische kenmerken bij hagedissen, amfibieën en hun uitgestorven verwanten. Het onderzoek richt zich in het bijzonder op de implicaties van het bovenstaande met betrekking tot macro-evolutie, fylogenetische relaties, functie, paleoecologie en biogeografie. Samen met Michael Benton en Jacques Armand Gauthier was ze een van de pioniers van het toepassen van cladistische methodologie op evolutionaire verwantschappen van reptielen (vooral lepidosauriërs).
Vanaf 2001 raakte Dr. Evans betrokken bij het Mahajanga Basin Project, dat samen met de Universiteit van Antananarivo werd uitgevoerd. Bij het onderzoeken van de Maevarano-formatie stelden de onderzoekers vast dat Madagaskar enkele van de meest complete en wetenschappelijk significante fossielen van gewervelden uit het Laat-Krijt op het zuidelijk halfrond heeft. Samen met haar collega Marc E.H. Jones werkte Evans aan de evolutionaire verwantschappen van de gigantische prehistorische kikker Beelzebufo ampinga die werd ontdekt door Dr. David Krause van de Stony Brook University.
Professor Evans is een Fellow van de Linnean Society en een Scientific Fellow van de Zoological Society. Haar onderzoek werd ook ondersteund door de Royal Society, The Leverhulme Trust, de National Geographic Society en de Biotechnology and Biological Sciences Research Council.
In 2008 werd een nieuw beschreven hagedis Vastanagama susani uit de familie Agamidae uit het Eoceen naar haar vernoemd. De squamatische clade Evansauria is ook naar haar vernoemd.

## Geselecteerde bibliografie
- Evans SE. 1980. The skull of a new eosuchian reptile from the Lower Jurassic of South Wales. Zool. J. Linn. Soc. 70: 203–264.
- Evans SE. 1984. The classification of the Lepidosauria. Zool. J. Linn. Soc. 82: 87–100.
- Evans SE, Milner AR, Musett F. 1988. The earliest known salamanders (Amphibia, Caudata): a record from the Middle Jurassic of England. Geobios 21: 539–552.
- Evans SE 1995 General introduction: heart. Gray's Anatomy, 38th Edition. Churchill Livingstone, pp 1472–1474.
- Evans SE. 2002. Reptiles. In The New Encyclopedia of Reptiles and Amphibians, Halliday T & Adler K (eds). Andromeda Press, Oxford. pp. 98–105.
- Jones MEH, Evans SE, Sigogneau-Russell D. 2003. Cretaceous frogs from Morocco. Annals of the Carnegie Museum 72: 65–97.
- Evans SE. 2008. The skull of lizards and tuatara. In Biology of the Reptilia, Vol.20, Morphology H: the skull of Lepidosauria, Gans C, Gaunt A S, Adler K. (eds). Ithaca, New York, Society for the study of Amphibians and Reptiles.
- Evans SE, Borsuk-Bialynicka M. 2009. Palaeontologica Polonica 65: 79–105.
- Evans SE. 2009. An early kuehneosaurid reptile (Reptilia: Diapsida) from the Early Triassic of Poland. Palaeontologica Polonica 65: 145–178.
- Evans SE, Borsuk-Bialynicka M. 2009. A small lepidosauromorph reptile from the Early Triassic of Poland. Palaeontologica Polonica 65: 179–202.
- Borsuk-Bialynicka M, Evans SE. 2009. A long-necked archosauromorph from the Early Triassic of Poland. Palaeontologica Polonica 65: 203–234.
- Borsuk-Bialynicka M, Evans SE. 2009. Cranial and mandibular osteology of the Early Triassic archosauriform Osmolskina czatkowicensis from Poland. Palaeontologica Polonica 65: 235–281.
- Evans SE, Jones MEH. 2010. The Origin, early history and diversification of lepidosauromorph reptiles. In Bandyopadhyay S. (ed.), New Aspects of Mesozoic Biodiversity, 27 Lecture Notes in Earth Sciences 132, 27–44.
- Curtis N, Jones MEH, Lappin AK, Evans SE, O'Higgins P, Fagan MJ. 2010. Comparison between in vivo and theoretical bite performance: Using multi-body modelling to predict muscle and biteforces in a reptile skull. Journal of Biomechanics doi:10.1016/j.jbiomech.2010.05.037